# Домашній чемпіонат Великої Британії 1895
Домашній чемпіонат Великої Британії 1895 — дванадцятий розіграш домашнього чемпіонату, футбольного турніру за участю збірних чотирьох країн Великої Британії (Англії, Шотландії, Уельсу і Ірландії). Переможцем турніру всьоме у своїй історії стала збірна Англії, яка під час змагання не зазнала жодної поразки. Також вперше без жодної поразки завершила турнір збірна Уельсу, що дозволило їй зайняти другий рядок у таблиці спільно зі збірною Шотландії. На четвертому місці залишилася збірна Ірландії.
Чемпіонат розпочався домашнім матчем англійців проти ірландців, у якому англійці здобули розгромну перемогу з рахунком 9:0. У наступному турі ірландці у Белфасті зіграли внічию з валлійцями. Збірній Уельсу вдалося звести внічию і два наступні матчі - проти Англії (1:1) та Шотландії (2:2). Валлійці вперше таким чином завершили змагання без поразок. У передостанньому турі Шотландія здобула перемогу над Ірландією, і чемпіон мав визначитися у фінальному матчі проти англійців на «Гудісон Парк». Англійці легко розгромили шотландців із рахунком 3:0 та здобули трофей.

## Таблиця
| Поз | Команда    | І | В | Н | П | ГЗ | ГП | РГ  | О |  |
| --- | ---------- | - | - | - | - | -- | -- | --- | - |  |
| 1   | Англія (C) | 3 | 2 | 1 | 0 | 13 | 1  | +12 | 5 |  |
| 2   | Уельс      | 3 | 0 | 3 | 0 | 5  | 5  | 0   | 3 |  |
| 3   | Шотландія  | 3 | 1 | 1 | 1 | 5  | 6  | −1  | 3 |  |
| 4   | Ірландія   | 3 | 0 | 1 | 2 | 3  | 14 | −11 | 1 |  |